# Strego (torrente)
Lo Strego è un torrente che scorre in Piemonte, attraversando la provincia di Novara. È il principale affluente dello Strona di Briona.

## Percorso
La sorgente dello Strego è ubicata presso la frazione Baraggia di Cureggio e scorre in direzione sud ricevendo molti piccoli affluenti. I più importanti sono il torrente Bellaria e il fosso della Fornace, entrambi in destra idrografica. Prosegue in mezzo alle colline novaresi (zona di produzione del vino), dove, nella zona collinare tra Ghemme e Sizzano sfocia nel torrente Strona di Briona.

## Caratteristiche
Lo Strego ha un percorso molto naturale, caratterizzato dallo scorrere lento delle acque, con ampie e continue anse.
Il regime idrologico è torrentizio (nivo/pluviale). La portata media è caratterizzata da periodi di piena e di secca.

### La portata d'acqua
Secondo rilevamenti fatti or sono (periodo 1959-2000) la portata media annuale è di circa 1,8 m³/s (valore abbastanza modesto).

## Il disastro ambientale
Lo Strego è stato vittima di un disastroso inquinamento; secondo le analisi dell'ARPA sono stati trovati Solventi clorurati in quantità superiori ai valori imposti dalla normativa vigente nelle acque sotterranee (fino a 90 metri di profondità) attorno alla discarica di Ghemme e dunque successivamente hanno contaminato il corso d'acqua, decimando la fauna ittica presente.